# 王印芳
王印芳（1962年9月—）河北沧州人，中国人民解放军少将（副战区职）。

## 生平
曾长期在北京军区服役，历任秦皇岛军分区参谋长、司令员，北京卫戍区某师师长，中国人民解放军陆军第三十八集团军参谋长。曾获解放军四总部表彰的“2011年度全军优秀指挥军官”称号，是当年北京军区获该称号的19位军官之一。在2015年9月3日纪念中国人民抗日战争暨世界反法西斯战争胜利70周年阅兵中，是56位将军领队之一，任“东北抗联”英模部队方队领队之一（“东北抗联”英模部队的前身是东北抗日义勇军、东北反日游击队、东北人民革命军，阅兵时为北京军区陆军第三十八集团军某机步师）。2016年1月，任陆军第三十八集团军军长。2017年4月，任新调整组建的中国人民解放军陆军第七十一集团军军长。2017年10月，中国共产党第十九次全国代表大会上当选中国共产党第十九届中央委员会候补委员。2017年12月，升任北部战区副司令员兼战区陆军司令员。2020年4月，调任沈阳军区善后办主任。在电视画面当中，王印芳佩戴副战区级资历章，但军衔仍为少将。自2019年12月以后，中将成为副战区级干部的唯一编制军衔，这使得王印芳成为解放军现役副战区级将领中极其罕见的例外情况。
2014年12月，晋升中国人民解放军少将军衔。